# BAW Yuanbao
BAW Yuanbao (北汽制造 元宝) — городской электромобиль, выпускающийся с 2021 года китайской компанией Beijing Automobile Works.

## Описание
Впервые BAW Yuanbao был представлен в сентябре 2021 года под названием Change (嫦娥) Mini EV (в честь китайской богини луны Чанъэ). К апрелю 2022 года Change Mini EV был переименован в Yanling S3 (燕玲S3). В то же время официальная маркетинговая кампания продолжает рекламировать грядущую модель как BAW S3 и Yuanbao. Конкурентами являются Wuling Hongguang Mini EV и Chery QQ Ice Cream.

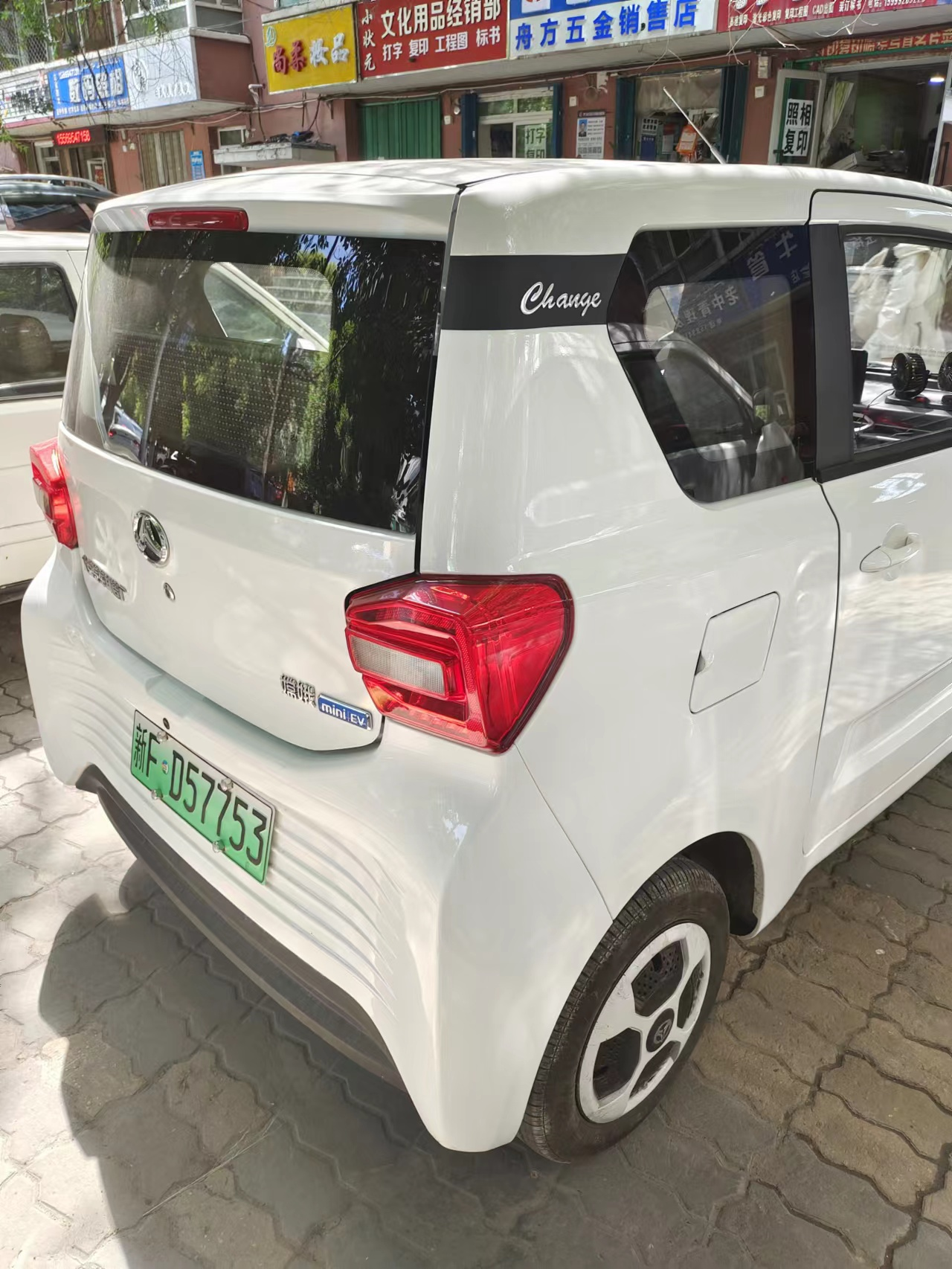
Вид сзади
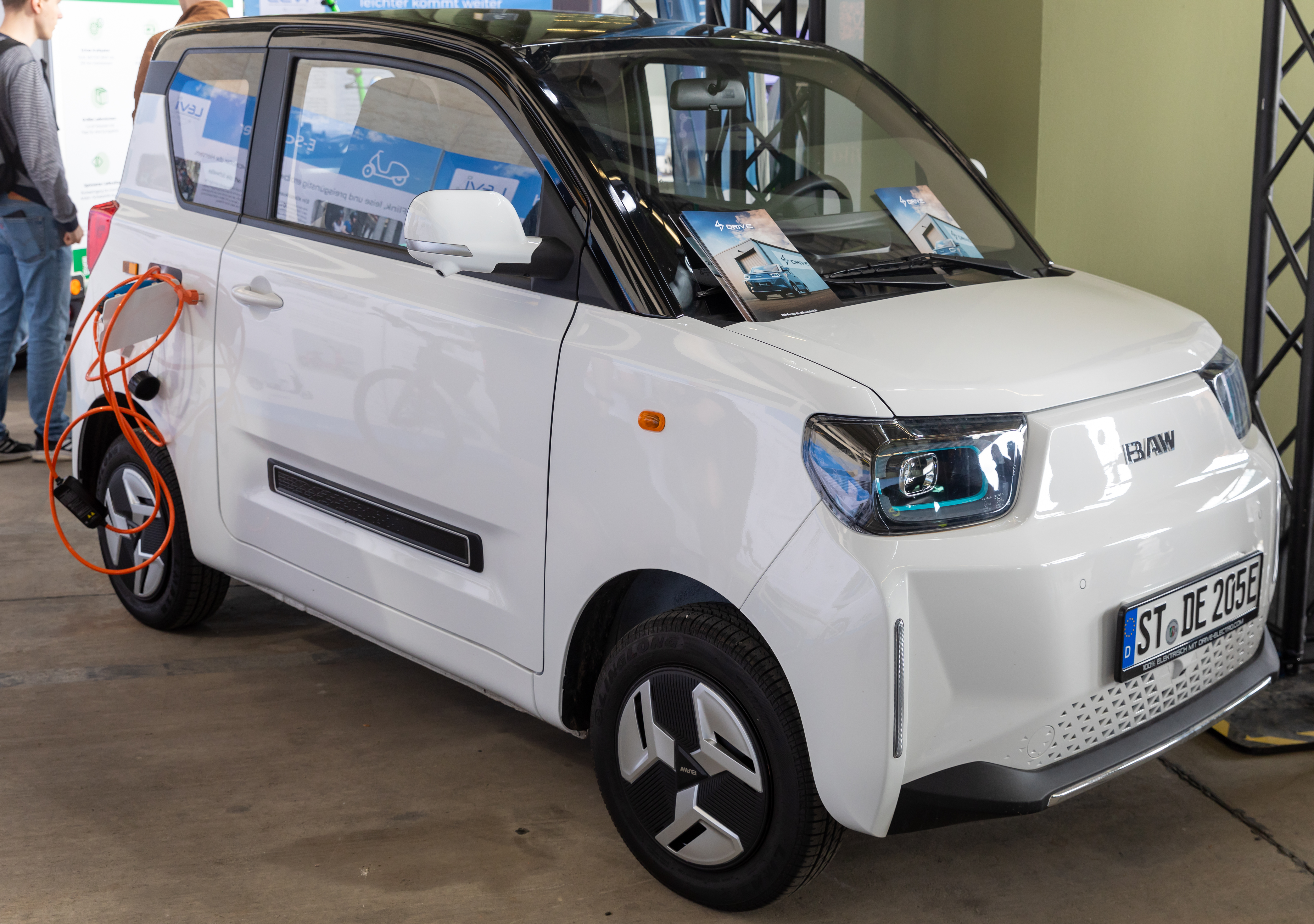
BAW Pony (Европа)

## Технические характеристики
BAW Yuanbao оснащён литий-ионным аккумулятором с запасом хода от 120 до 170 км. Спереди установлена подвеска Макферсона, а сзади — многорычажная подвеска.